# Manuel González Villaseñor
Manuel González Villaseñor (ur. 16 grudnia 1963 w Guadalajarze) – meksykański duchowny katolicki, biskup pomocniczy Guadalajary od 2021.

## Życiorys

### Prezbiterat
Święcenia kapłańskie przyjął 19 maja 1991 i został inkardynowany do archidiecezji Guadalajara. Pracował głównie jako duszpasterz parafialny, był także m.in. kapelanem zakonnego kolegium marystów oraz wikariuszem biskupim dla północnej części archidiecezji.

### Episkopat
27 listopada 2020 papież Franciszek mianował go biskupem pomocniczym Guadalajary ze stolicą tytularną Ploaghe. Sakry biskupiej udzielił mu 22 lutego 2021 kardynał Francisco Robles Ortega – metropolita Guadalajary.